# Округ Лаундс (Алабама)
Округ Лаундс (енгл. Lowndes County) је округ у америчкој савезној држави Алабама. По попису из 2010. године број становника је 11.299. Седиште округа је град Хејнвил.

## Демографија
Према попису становништва из 2010. у округу је живело 11.299 становника, што је 2.174 (16,1%) становника мање него 2000. године.
| Група             | 2000.         | 2010.         |
| Белци             | 3.464 (25,7%) | 2.841 (25,1%) |
| Афроамериканци    | 9.885 (73,4%) | 8.310 (73,5%) |
| Азијати           | 16 (0,1%)     | 14 (0,1%)     |
| Хиспаноамериканци | 85 (0,6%)     | 87 (0,8%)     |
| Укупно            | 13.473        | 11.299        |